# Comté de Walworth (Dakota du Sud)
Le comté de Walworth est un comté situé dans l'État du Dakota du Sud, aux États-Unis. En 2010, sa population est de 5 438 habitants. Son siège est Selby.

## Histoire
Créé en 1873, le comté est nommé d'après le comté de Walworth dans le Wisconsin, dont étaient originaires certains de ses habitants.

## Villes du comté
- Cities :
  - Mobridge
  - Selby
- Towns :
  - Akaska
  - Glenham
  - Java
  - Lowry

## Démographie
Selon l'American Community Survey, en 2010, 93,99 % de la population âgée de plus de 5 ans déclare parler l'anglais à la maison, 2,73 % l'allemand, 2,09 % le dakota, 0,68 % l’espagnol et 0,51 % une autre langue.
| 1880 | 1890  | 1900  | 1910  | 1920  | 1930  |
| ---- | ----- | ----- | ----- | ----- | ----- |
| 46   | 2 153 | 3 839 | 6 488 | 8 447 | 8 791 |

| 1940  | 1950  | 1960  | 1970  | 1980  | 1990  |
| ----- | ----- | ----- | ----- | ----- | ----- |
| 7 274 | 7 648 | 8 097 | 7 842 | 7 011 | 6 087 |

| 2000  | 2010  | - | - | - | - |
| ----- | ----- | - | - | - | - |
| 5 974 | 5 438 | - | - | - | - |